# Berberomeloe insignis
Berberomeloe insignis là một loài bọ cánh cứng trong họ Meloidae. Loài này được Charpentier miêu tả khoa học năm 1818.

## Hình ảnh

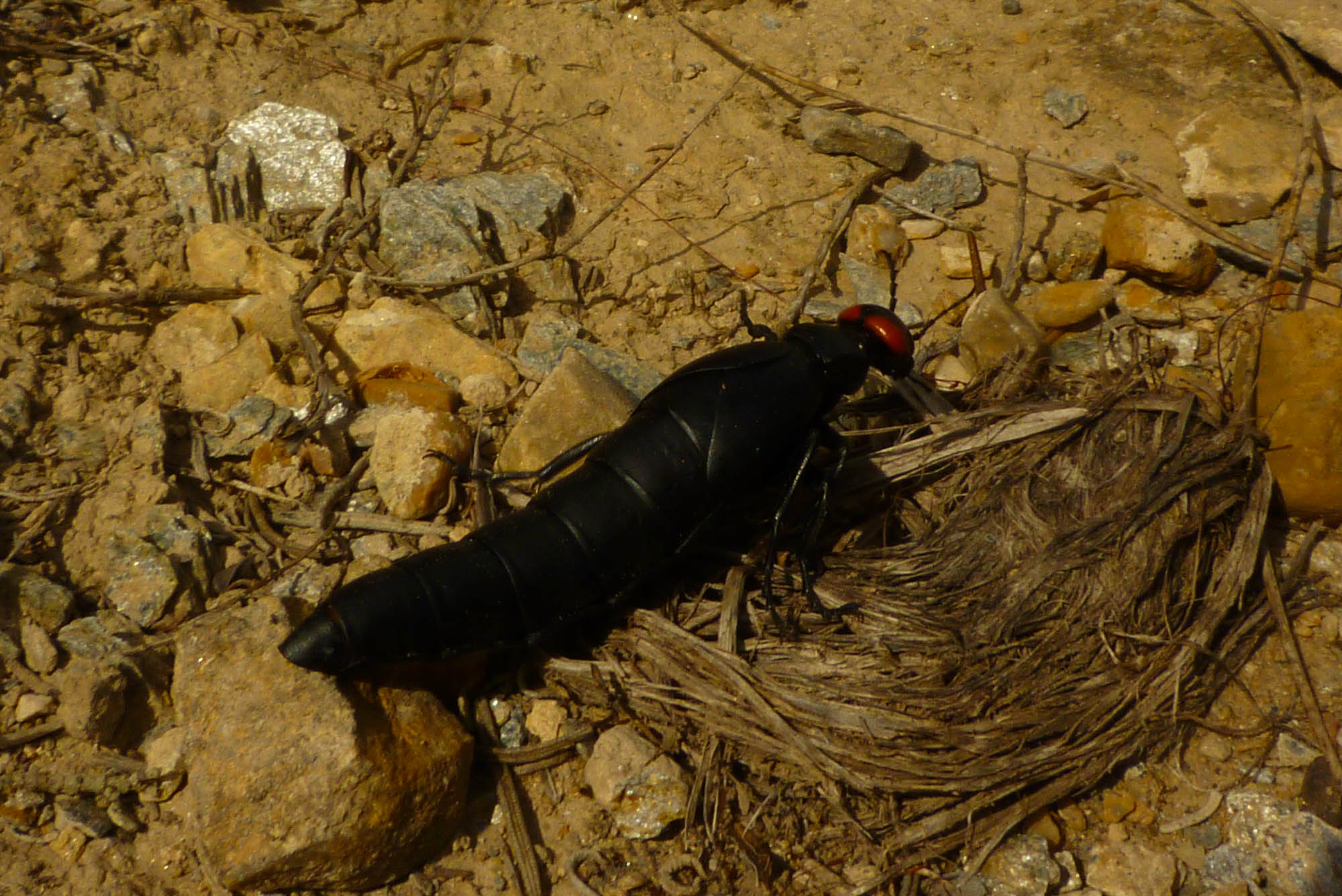